# Tacjanna Ellert
Tacjanna Ellert (z d. Sorogożska; ur. 12 kwietnia 1910 w Kobryniu, zm. 29 października 1985 w Gdańsku) – farmaceutka, pracownik naukowy Akademii Medycznej w Gdańsku.

## Życiorys
Na świat przyszła jako jedyne dziecko księgowego Aleksandra Sorogożskiego i Józefy Antoniny z domu Urbańskiej. Ukończyła Żeńskie Gimnazjum Humanistyczne im. Anny z Sapiehów Jabłonowskiej w Białymstoku. W latach 1930–1935 studiowała farmację na Wydziale Lekarskim Uniwersytetu Stefana Batorego w Wilnie. 27 czerwca 1935 r. uzyskała dyplom magistra farmacji. Po ukończeniu studiów zatrudniona była w aptece Wincentego Hermanewskiego w Białymstoku, a następnie w Aptece Uniwersyteckiej w Wilnie, kierowanej przez prof. Henryka Reubenbauera. Jednocześnie prowadziła na uniwersytecie zajęcia z zakresu farmacji stosowanej. W latach 1936–1939 pracowała w Zakładzie Chemii Farmaceutycznej na stanowisku młodszego asystenta, a później starszego asystenta. 30 marca 1937 poślubiła Henryka Ellerta, późniejszego profesora Akademii Medycznej w Gdańsku, którego poznała podczas studiów. 6 kwietnia 1938 roku w Wilnie urodziła się ich córka Janina Helena, jedyne dziecko Ellertów, lekarka i pracownica Gdańskiego Uniwersytetu Medycznego.
Podczas II wojny światowej T. Ellert zatrudniona była w różnych aptekach Wilna. W latach 1939–1941 pełniła funkcję kierownika w wileńskiej Aptece nr 24 Litewskiego Czerwonego Krzyża, następnie pracowała w Aptece nr 17 i Aptece nr 5.
W czerwcu 1945 roku farmaceutka opuściła Litwę, ekspatriując się do Polski. Zamieszkała w Białymstoku, gdzie na zlecenie Zarządu Miejskiego zorganizowała pierwszą powojenną Aptekę Miejską. Kierowała nią do września 1948, do czasu podjęcia decyzji o przeprowadzce do Gdańska. 1 lutego 1949 roku rozpoczęła pracę na stanowisku starszego asystenta w nowo powstałym Wydziale Farmaceutycznym Akademii Lekarskiej w Gdańsku w Katedrze Farmakognozji kierowanej przez prof. Józefa Kołodziejskiego. Jednocześnie do 1962 roku kierowała Apteką nr 18 przy placu Wybickiego. W roku 1951 uzyskała stopień naukowy doktora nauk farmaceutycznych na podstawie dysertacji napisanej pod kierunkiem prof. J. Kołodziejskiego pt. „Zawartość olejków eterycznych w Ruta graveolens L. w zależności od dojrzałości wegetatywnej”. Istotnym wnioskiem badań naukowych T. Ellert było stwierdzenie, że rośliny wyhodowane w warunkach klimatycznych na Wybrzeżu, mają podobną zawartość olejku eterycznego do surowców pochodzących z krajów południowych, a zatem mogą być wykorzystywane do celów przemysłowych. W 1958 roku została zatrudniona na stanowisku adiunkta w Zakładzie Farmacji Stosowanej Wydziału Farmaceutycznego Akademii Lekarskiej. Prowadziła zajęcia dla studentów Wydziałów Farmaceutycznego, Lekarskiego i Stomatologicznego, między innymi z zakresu anatomii i morfologii roślin, surowców leczniczych, a także ćwiczenia z farmacji stosowanej, które przeprowadzane były w aptece klinicznej. Dodatkowo kursy podyplomowe dla magistrów farmacji. Dzięki staraniom Tacjanny Ellert w Katedrze i Zakładzie Farmacji Stosowanej rozwinęła się pracownia recepturowa dla studentów 4 i 5 roku studiów farmaceutycznych. Nadzorowane były przez nią prace magisterskie i praktyki wakacyjne. Z pracą naukową w Akademii Medycznej w Gdańsku związana była do 1965 roku. Przez kolejne 13 lat zatrudniona była na stanowisku zastępcy kierownika w Aptece Państwowego Szpitala Klinicznego nr 1 w Gdańsku. Od 1978 roku, po przejściu na emeryturę pracowała w tej aptece na pół etatu. Pochowana została na Cmentarzu Srebrzysko w Gdańsku, w Alei Zasłużonych, obok swojego męża Henryka Ellerta.

## Członkostwo
- Gdańska Okręgowa Izba Aptekarska;
- Sąd Dyscyplinarny;
- Komisja Weryfikacyjna w Bydgoszczy;
- Sekcja Farmaceutyczna Zarządu Oddziału Związku Zawodowego Pracowników Służby Zdrowia;
- Zarząd Oddziału Gdańskiego Polskiego Towarzystwa Farmaceutycznego;
- Komisji Egzaminacyjnych dla kandydatów na techników aptecznych[1]

## Odznaczenia
- Medal im. Ignacego Łukasiewicza;
- Medal „Zasłużony Akademii Medycznej w Gdańsku”;
- Odznaka „Za Zasługi dla Miasta Gdańska”[6]